# 貝登·鮑威爾
貝登·鮑威爾牧師，MA，FRS，FRGS（Rev. Baden Powell，1796年8月22日—1860年6月11日），英國數學家和英國國教會牧師。他也在自由神學方面非常傑出，對於生物演化方面有進一步的見解。1827年到1860年，他曾擔任牛津大學的薩維爾幾何學教授。在他過世後，他的家族為了紀念他，將姓氏改為「貝登堡」（Baden-Powell）。
鮑威爾曾經結過3次婚，並且有14個小孩。他的兒子，喬治·貝登堡，成為一位政治家，並且在殖民服務隊服務。另外，羅伯特·貝登堡為世界童軍運動的創始者；貝登·貝登堡則是一位航空工程師，並且曾經在多個國家旅行過。他的女兒，艾格妮絲·貝登堡和他的哥哥羅伯特，同時為女童軍運動的創始者。